# Edward Marczewski
Edward Marczewski (né le 15 novembre 1907 à Varsovie – décédé le 17 octobre 1976 à Wrocław) est un mathématicien polonais. Né Szpilrajn, il a changé de nom en 1940, lorsqu'il se cachait pour échapper aux persécutions nazies.

## Biographie
Marczewski est membre de l'École mathématique de Varsovie. C'est un élève de Wacław Sierpiński. Sa vie et son travail après la Seconde Guerre mondiale se déroulent à Wrocław, où il est parmi les créateurs du centre scientifique polonais.
Les principaux pôles d'intérêts de Marczewski sont la théorie de la mesure, la théorie descriptive des ensembles, la topologie, la théorie des probabilités et l'algèbre universelle. Il a aussi publié des articles sur l'analyse réelle et complexe, les mathématiques appliquées et la logique mathématique.
Marczewski prouve que la dimension topologique, pour un espace séparable métrisable arbitraire X, coïncide avec la dimension de Hausdorff pour une des métriques sur X qui induisent la topologie donnée de X (en général, la dimension de Hausdorff est toujours supérieure ou égale à la dimension topologique). C'est un théorème fondamental de la théorie des fractales. (Certaines contributions sur ce sujet ont été faites par Samuel Eilenberg.)